# Scania Touring
Scania Touring — флагманский туристический комфортабельный автобус, выпускаемый шведской компанией Scania AB с 2009 года.

## Описание
Впервые автобус был представлен в 2009 году. Модель произведена в кооперации с китайской компанией Higer. Существует также трёхосный вариант Scania Touring HD.
Пол салона в автобусе расположен высоко. Для перевозки ручной клади над сидениями присутствуют багажные полки, как в самолёте. Сиденья разработаны фирмой Vega. Также присутствуют два ЖК-монитора впереди и в середине салона. Также присутствует CD/DVD-проигрыватель с усилителем и динамиками. Для зарядки мобильных устройств присутствуют USB-розетки. Для связи с Интернетом салон оборудован сетью Wi-Fi. Возле задней двери присутствуют туалет и кухонный модуль.